# Ервин Йенеке
Ервин Йенеке (на немски: Erwin Jaenecke) (1890 – 1960) е един от малкото немски генерали на пионерни войски, който воюва през Втората световна война срещу Полша, Франция и СССР.
Роден във Фререн, Германия през 1890 г. той воюва през Първата световна война и в избухването на Втората световна война като главен интендант с 8-а армия в Полша. По-късно служи и в Белгия и Франция.
На Източния фронт той служи като командир на 389-а пехотна дивизия, а по-късно командва IV. Армейски корпус. Йенеке е бил ранен в Битката за Сталинград и е издухан като един от най-вишите офицери.
През април 1943 г. той командва LXXXII. Армейски корпус, а от 25 юни му е възложена 17-а армия в Кавказ и по-късно в Крим.
На среща с Адолф Хитлер в Берхтесгаден Йенеке настоява, че Севастопол ще бъде евакуиран и неговата армия от 235 000 души ще бъде изтеглена. Генерал Йенеке носи отговорност за загубата на Крим и е бил арестуван в Румъния и след това е изправен на военен съд. Само намесата на Хайнц Гудериан можеше да спаси неговия живот. На 31 януари 1945 г. той е бил освободен от армията.
На 15 юни 1945 г. той отново е арестуван, но този път от Съветския съюз и е осъден на смърт, но по-късно присъдата му била променена на 25 години тежък труд. През октомври 1955 г. Йенеке се връща обратно в Германия, след споразумението на Конрад Аденауер с СССР.

## Награди
- Железен кръст (1914 г.) – II и I степен[2]
- Кръст на Фридрих-Август – II и I степен[2]
- Кръст за военни заслуги
- Кръст на честта
- Медал за военна служба
- Значка за раняване (1939 г.) – черна
- Закопчалки към Железения кръст – II и I степен
- Пехотна щурмова значка – сребърна
- Рицарски кръст (9 октомври 1942 г.)[3]
- Германски кръст – златен (2 януари 1943 г.)[3]
- Орден на Михаел Брейв (Румъния)